# Siccar Point
Siccar Point är en udde i Storbritannien.   Den ligger i riksdelen Skottland, i den centrala delen av landet, 500 km norr om huvudstaden London.
Terrängen inåt land är platt åt sydväst. Havet är nära Siccar Point åt nordost. Runt Siccar Point är det ganska glesbefolkat, med 31 invånare per kvadratkilometer. Närmaste större samhälle är Eyemouth, 14,8 km sydost om Siccar Point. Trakten runt Siccar Point består i huvudsak av gräsmarker.